# Endotrichella serricuspis
Endotrichella serricuspis är en bladmossart som beskrevs av Brotherus 1908. Endotrichella serricuspis ingår i släktet Endotrichella, klassen egentliga bladmossor, divisionen bladmossor och riket växter. Inga underarter finns listade i Catalogue of Life.